# Arctic Race of Norway 2022
La Arctic Race of Norway 2022, nona edizione della corsa e valevole come trentaquattresima prova dell'UCI ProSeries 2022 categoria 2.Pro, si svolse dall'11 al 14 agosto 2022 su un percorso di 677,9 km, con partenza da Mo i Rana e arrivo a Trondheim, in Norvegia. La vittoria fu appannaggio del norvegese Andreas Leknessund, il quale completò il percorso in 16h11'32", precedendo il canadese Hugo Houle e l'italiano Nicola Conci.
Sul traguardo di Trondheim 100 ciclisti, dei 111 partiti da Mo i Rana, hanno portato a termine la competizione.

## Tappe
| Tappa  | Data      | Percorso              | km    | Vincitore di tappa | Leader cl. generale |
| ------ | --------- | --------------------- | ----- | ------------------ | ------------------- |
| 1ª     | 11 agosto | Mo i Rana > Mo i Rana | 186,8 | Axel Zingle        | Axel Zingle         |
| 2ª     | 12 agosto | Mosjøen > Brønnøysund | 154,3 | Dylan Groenewegen  | Axel Zingle         |
| 3ª     | 13 agosto | Namsos > Skallstuggu  | 177,7 | Victor Lafay       | Victor Lafay        |
| 4ª     | 14 agosto | Trondheim > Trondheim | 159,1 | Andreas Leknessund | Andreas Leknessund  |
| Totale | Totale    | Totale                | 677,9 |                    |                     |

## Squadre e corridori partecipanti
| N.    | Cod. | Squadra                  |
| ----- | ---- | ------------------------ |
| 1-6   | IPT  | Israel-Premier Tech      |
| 11-16 | IWG  | Intermarché-Wanty-Gobert |
| 21-26 | COF  | Cofidis                  |
| 31-35 | HPM  | Human Powered Health     |
| 41-45 | DSM  | Team DSM                 |
| 51-56 | UXT  | Uno-X Pro Cycling Team   |
| 61-66 | BEX  | Team BikeExchange-Jayco  |
| 71-76 | TEN  | TotalEnergies            |
| 81-86 | AQT  | Astana Qazaqstan Team    |
| 91-96 | ARK  | Team Arkéa-Samsic        |

| N.      | Cod. | Squadra                   |
| ------- | ---- | ------------------------- |
| 101-106 | ADC  | Alpecin-Deceuninck        |
| 111-116 | BBK  | B&B Hotels-KTM            |
| 121-126 | BBH  | Burgos-BH                 |
| 131-136 | BWB  | Bingoal Pauwels Sauces WB |
| 141-146 | EUS  | Euskaltel-Euskadi         |
| 151-156 | SVB  | Sport Vlaanderen-Baloise  |
| 161-166 | TCO  | Team Coop                 |
| 171-175 | TRI  | Trinity Racing            |
| 181-186 | CGS  | China Glory Continental   |

## Dettagli delle tappe

### 1ª tappa
- 11 agosto: Mo i Rana > Mo i Rana – 186,8 km

Risultati
| Pos. | Corridore          | Squadra       | Tempo    |
| ---- | ------------------ | ------------- | -------- |
| 1    | Axel Zingle        | Cofidis       | 4h50'09" |
| 2    | Gleb Syrica        | Astana        | a 1"     |
| 3    | Mathieu Burgaudeau | TotalEnergies | s.t.     |

| Pos. | Corridore          | Squadra       | Tempo    |
| ---- | ------------------ | ------------- | -------- |
| 1    | Axel Zingle        | Cofidis       | 4h49'59" |
| 2    | Gleb Syrica        | Astana        | a 4"     |
| 3    | Mathieu Burgaudeau | TotalEnergies | a 5"     |

### 2ª tappa
- 12 agosto: Mosjøen > Brønnøysund – 154,3 km

Risultati
| Pos. | Corridore        | Squadra       | Tempo    |
| ---- | ---------------- | ------------- | -------- |
| 1    | D. Groenewegen   | BikeExchange  | 3h41'17" |
| 2    | Amaury Capiot    | Arkéa         | s.t.     |
| 3    | E. Boasson Hagen | TotalEnergies | s.t.     |

| Pos. | Corridore          | Squadra       | Tempo    |
| ---- | ------------------ | ------------- | -------- |
| 1    | Axel Zingle        | Cofidis       | 8h31'14" |
| 2    | Mathieu Burgaudeau | TotalEnergies | a 5"     |
| 3    | Amaury Capiot      | Arkéa         | a 7"     |

### 3ª tappa
- 13 agosto: Namsos > Skallstuggu – 177,7 km

Risultati
| Pos. | Corridore       | Squadra | Tempo    |
| ---- | --------------- | ------- | -------- |
| 1    | Victor Lafay    | Cofidis | 4h09'29" |
| 2    | Kévin Vauquelin | Arkéa   | a 3"     |
| 3    | Hugo Houle      | Israel  | s.t.     |

| Pos. | Corridore       | Squadra | Tempo     |
| ---- | --------------- | ------- | --------- |
| 1    | Victor Lafay    | Cofidis | 12h40'46" |
| 2    | Kévin Vauquelin | Arkéa   | a 7"      |
| 3    | Hugo Houle      | Israel  | a 9"      |

### 4ª tappa
- 14 agosto: Trondheim > Trondheim – 159,1 km

Risultati
| Pos. | Corridore          | Squadra | Tempo    |
| ---- | ------------------ | ------- | -------- |
| 1    | Andreas Leknessund | DSM     | 3h30'26" |
| 2    | Nicola Conci       | Alpecin | a 16"    |
| 3    | Hugo Houle         | Israel  | a 18"    |

| Pos. | Corridore          | Squadra | Tempo     |
| ---- | ------------------ | ------- | --------- |
| 1    | Andreas Leknessund | DSM     | 16h11'32" |
| 2    | Hugo Houle         | Israel  | a 8"      |
| 3    | Nicola Conci       | Alpecin | a 9"      |

## Evoluzione delle classifiche
| Tappa              | Vincitore          | Classifica generale Maglia del sole di mezzanotte | Classifica a punti Maglia azzurra | Classifica scalatori Maglia pavone | Classifica giovani Maglia bianca e rossa | Classifica a squadre Numero giallo | Premio combattività Numero rosso |
| ------------------ | ------------------ | ------------------------------------------------- | --------------------------------- | ---------------------------------- | ---------------------------------------- | ---------------------------------- | -------------------------------- |
| 1ª                 | Axel Zingle        | Axel Zingle                                       | Axel Zingle                       | Stephen Bassett                    | Axel Zingle                              | Cofidis                            | non assegnato                    |
| 2ª                 | Dylan Groenewegen  | Axel Zingle                                       | Amaury Capiot                     | Stephen Bassett                    | Axel Zingle                              | Cofidis                            | Johan Ravnøy                     |
| 3ª                 | Victor Lafay       | Victor Lafay                                      | Amaury Capiot                     | Stephen Bassett                    | Kévin Vauquelin                          | Israel-Premier Tech                | Taco van der Hoorn               |
| 4ª                 | Andreas Leknessund | Andreas Leknessund                                | Axel Zingle                       | Stephen Bassett                    | Andreas Leknessund                       | Alpecin-Deceuninck                 | Andreas Leknessund               |
| Classifiche finali | Classifiche finali | Andreas Leknessund                                | Axel Zingle                       | Stephen Bassett                    | Andreas Leknessund                       | Alpecin-Deceuninck                 | non assegnato                    |

Maglie indossate da altri ciclisti in caso di due o più maglie vinte
- Nella 2ª tappa Mathieu Burgaudeau ha indossato la maglia azzurra al posto di Axel Zingle e Gleb Syrica ha indossato quella bianca e rossa al posto di Axel Zingle.
- Nella 3ª tappa Mathieu Burgaudeau ha indossato la maglia bianca e rossa al posto di Axel Zingle.

## Classifiche finali

### Classifica generale - Maglia del sole di mezzanotte
| Pos. | Corridore          | Squadra     | Tempo     |
| ---- | ------------------ | ----------- | --------- |
| 1    | A. Leknessund      | DSM         | 16h11'32" |
| 2    | Hugo Houle         | Israel      | a 8"      |
| 3    | Nicola Conci       | Alpecin     | a 9"      |
| 4    | Axel Zingle        | Cofidis     | a 14"     |
| 5    | Victor Lafay       | Cofidis     | a 15"     |
| 6    | Kévin Vauquelin    | Arkéa       | a 22"     |
| 7    | Max Poole          | DSM         | a 23"     |
| 8    | Quinten Hermans    | Intermarché | a 26"     |
| 9    | Carl Fredrik Hagen | Israel      | a 28"     |
| 10   | Sjoerd Bax         | Alpecin     | a 35"     |

### Classifica a punti - Maglia azzurra
| Pos. | Corridore          | Squadra       | Punti |
| ---- | ------------------ | ------------- | ----- |
| 1    | Axel Zingle        | Cofidis       | 29    |
| 2    | Andreas Leknessund | DSM           | 21    |
| 3    | Amaury Capiot      | Arkéa         | 20    |
| 4    | Mathieu Burgaudeau | TotalEnergies | 17    |
| 5    | Hugo Houle         | Israel        | 16    |

### Classifica scalatori - Maglia pavone
| Pos. | Corridore          | Squadra   | Punti |
| ---- | ------------------ | --------- | ----- |
| 1    | Stephen Bassett    | Human     | 19    |
| 2    | Aaron Van Poucke   | Sport Vl. | 17    |
| 3    | Andreas Leknessund | DSM       | 16    |
| 4    | Håkon Aalrust      | Coop      | 6     |
| 5    | Alessandro Verre   | Arkéa     | 6     |

### Classifica giovani - Maglia bianca e rossa
| Pos. | Corridore       | Squadra | Tempo     |
| ---- | --------------- | ------- | --------- |
| 1    | A. Leknessund   | DSM     | 16h11'32" |
| 2    | Nicola Conci    | Alpecin | a 9"      |
| 3    | Axel Zingle     | Cofidis | a 14"     |
| 4    | Kévin Vauquelin | Arkéa   | a 22"     |
| 5    | Max Poole       | DSM     | a 23"     |

### Classifica a squadre
| Pos. | Squadra             | Tempo     |
| ---- | ------------------- | --------- |
| 1    | Alpecin-Deceuninck  | 48h35'56" |
| 2    | Israel-Premier Tech | a 7"      |
| 3    | Team DSM            | a 21"     |
| 4    | TotalEnergies       | a 2'45"   |
| 5    | B&B Hotels-KTM      | a 5'41"   |